# Purdin
Purdin – miasto w Stanach Zjednoczonych, w stanie Missouri, w hrabstwie Linn.